# Drake från Västbo
Drake från Västbo är ett nutida konventionellt namn på en svensk medeltida frälseätt, vars medlemmar aldrig kallade sig så, men som av historiker fått sitt namn efter sitt vapen som avbildar en röd drake på sköld av silver, och sätesgården i Västbo härad i sydvästra Småland. Ätten utdog innan Sveriges Riddarhus grundades 1625, varför den aldrig introducerades där som adelsätt.

## Historia
Ätten är känd från slutet av 1400-talet och genom tre eller fyra generationer till slutet av 1500-talet. 
Stamfadern Kristiern Drake skall ha varit gift med Margareta Krumme, som var änka efter ett tidigare gifte med häradshövdingen Olof Jönsson (Stenbock).
Sonen Olof (Kristersson) Drake var under lång tid (nämnd 1518) häradshövding i Västbo härad. 
Hans dotterson, ryttmästaren Olof Nilsson Drake (död 1590), som på fädernet var av släkten Torpaätten (sparre över stjärna) vilken ännu fortlever i grevliga Stenbocksätten, upptog namnet Drake, och släktgrenen introducerades 1625 och utdog 1635 som Drake af Intorp.
Olof Kristersson Drakes son (Olof Nilsson Drakes morbror) Arvid Olofsson Drake (död efter 1532), fogde i Allbo och östbo, var far till Märta Arvidsdotter, gift omkring 1550 med fältöversten Knut Håkansson (Hand). Deras son landshövdingen Arvid Knutsson Drake (död troligen 1618) upptog mödernenamnet Drake och blev stamfar för ätten Drake af Hagelsrum, som förde en hand i vapnet.

## Utgreningar
Namnet Drake fördes alltså sedan vidare av två släkter, Drake af Hagelsrum och Drake af Intorp, vilka härstammade från Västbo-släkten på mödernet. En tredje släkt, Drake af Torp och Hamra, härstammade från en utom- eller föräktenskaplig förbindelse med Västbo-ätten. Den jämtländska Drake-släkt, som adlades med namnet von Drake , gjorde också anspråk på att härstamma från Västbo-släkten. Detta anses emellertid ha varit obefogat.
Det sätt varpå namnet vidarefördes visar att ätten bör ha haft stort anseende i sin samtid, även om dess medlemmar idag är föga mer än namn i en namnlista.
Drake-namnet från Västbo fortlever idag i ätten  Drake af Hagelsrum.

## Släkttavla
- Christian Drake, död före 1484,väpnare
  - Olof Drake, väpnare,  häradshövding, levde 1518
  - + Kerstin Bengtsdotter (Lilja av Värnäs), gift med Olof Drake i dennes första gifte
    - Christian Drakke
      - Birger Drake till Ramnäs
        - Jöns Drake född  utanför äktenskap. Stamfar för Drake af Torp och Hamra

    - Ingeborg Olofsdotter, gift före 1532 med Nils Arvidsson (Sparre över stjärna)
      - Olof Nilsson Drake, upptog moderns namn men behöll faderns vapen död 1590, stamfar för Drake af Intorp

  - + Märta Arvidsdotter (Sparre över stjärna) gift före 1508 med Olof Drake i dennes andra gifte
    - Arvid Olofsson Drake, död omkring 1535, fogde
      - Märta Arvidstotter Drake gift med överbefälhavaren Knut Håkansson (Hand) (död 1565)
        - Arvid Knutsson Drake (död 1618), landshövding, upptog moderns namn men behöll faderns vapen. Stamfar för Drake af Hagelsrum.

    - Margareta Olofsdotter, gift efter 1632 ned Lars Bröms till Bornäs
    - Claes Drake, gift före 1532 med Gunhild Persdotter (Hård af Segerstad) , en dotter